# Sepultura (banda)
Sepultura é uma banda brasileira de thrash metal criada em 1984 pelos irmãos Max e Igor Cavalera em Belo Horizonte, Minas Gerais. Com uma sonoridade que combina death metal e thrash metal com elementos de música tribal, indígena, africana, japonesa e outros estilos,[carece de fontes?] o Sepultura ganhou respeito e fama na década de 1990 com discos como Arise e Chaos A.D., e tornou-se forte influência para inúmeras bandas de death metal, groove metal e nu metal.
O Sepultura já vendeu aproximadamente 50 milhões de unidades mundialmente, ganhando vários discos de ouro e platina, inclusive em países como França, Austrália, Estados Unidos e Brasil.

## Origem do nome
O nome Sepultura surgiu quando Max traduzia uma canção do Motörhead chamada "Dancing on Your Grave", pois "grave" traduzido para o português, significa "sepultura".

## Primeiros integrantes
Originalmente, era formada por Igor Cavalera (bateria), Max Cavalera (só na guitarra), Paulo Jr. (baixo)  e Wagner Lamounier (guitarra e voz).
Em 1985, Wagner deixa o grupo para formar o Sarcófago, Max assume os vocais e Jairo Guedez entra como segundo guitarrista.
Em 1987, Jairo sai e Andreas Kisser assume seu lugar, resultando na formação clássica que duraria dez anos. O vocal, atualmente, é feito pelo americano Derrick Green e a bateria, pelo também americano Greyson Nekrutman, ficando Andreas como guitarrista único.

## História

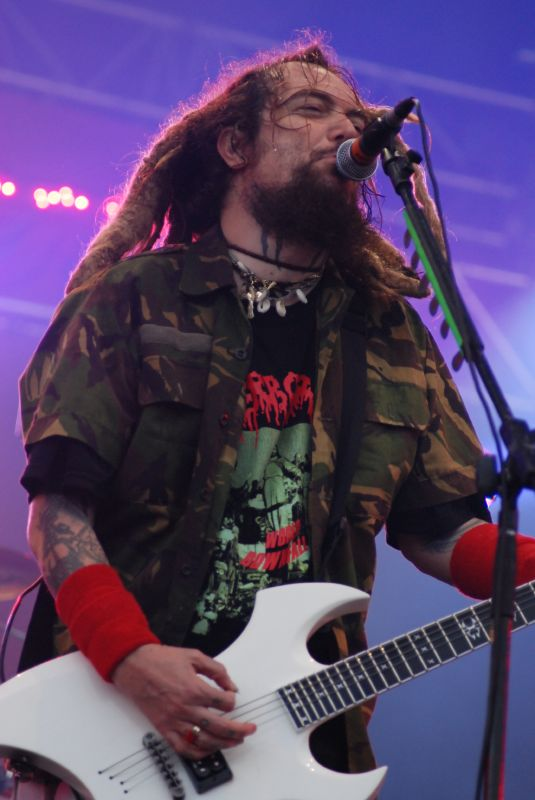
Max Cavalera, hoje no Soulfly e Cavalera Conspiracy, foi um dos fundadores do Sepultura

### Começo de carreira (1984-1986)
Foi em Belo Horizonte, no ano de 1984, que a história do Sepultura começou. Os irmãos fundadores Max e Igor Cavalera, inicialmente, tinham como influência bandas de heavy metal como Black Sabbath, Van Halen, Iron Maiden, Motörhead, AC/DC, Judas Priest e V8.
Após viajar para São Paulo, conheceram várias outras bandas em uma loja de fitas, a Woodstock Discos e mudaram drasticamente de gosto após ouvir Venom pela primeira vez: a partir daí, começaram a ouvir Hellhammer/Celtic Frost, Kreator, Sodom, Megadeth, Exodus e Exciter. E com influências de bandas nacionais como Stress, Sagrado Inferno e Dorsal Atlântica.  O novo direcionamento seria a base do futuro som do Sepultura.
O grupo surgiu com a seguinte formação: Max (guitarra), Igor (bateria),  Paulo Jr. (baixo) e  Wagner Lamounier (vocal). Após desentendimentos, Wagner saiu e formou o Sarcófago – banda de black metal que também se destacou no estilo extremo– e assim, Max torna-se vocalista e guitarrista, chamando Jairo Guedez  para a segunda guitarra.
Em 1985, num festival de bandas em Belo Horizonte, a Cogumelo Records contrata a banda após o dono da  gravadora ter visto um show. No fim do ano, saiu o debut do quarteto com o EP Bestial Devastation, gravado e produzido em apenas dois dias, que continha canções dos também brasileiros do Overdose. Apesar da baixa qualidade de produção, o EP rendeu bons frutos, que, somado a uma turnê de divulgação nacional, levou-os novamente aos estúdios para gravar um disco completo.
Em novembro de 1986, é lançado Morbid Visions, primeiro álbum de estúdio e um dos primeiros discos de death metal/black metal do mundo. Vale ressaltar que, nessa época, os membros ainda eram adolescentes. Apesar do alcance restrito ao Brasil, a banda começava a ter reconhecimento na cena underground do metal, principalmente, devido ao surgimento de seu primeiro hit, "Troops of Doom". Desse modo, a banda muda-se para a capital de São Paulo.

### SchizophreniaeBeneath the Remains(1987-1990)
No início de 1987, Jairo Guedez deixa a banda, sendo substituído pelo guitarrista paulista Andreas Kisser, que já havia feito algumas jams com o grupo, e assim, lançaram o álbum Schizophrenia no mesmo ano, o último com a produção da gravadora Cogumelo.
O álbum refletiu uma mudança estilística: era mais orientado ao thrash metal, mas elementos de death metal do Morbid Visions permaneceram. Notou-se uma nítida melhora na produção e na performance dos músicos, o que ajudou Schizophrenia se tornar uma sensação da crítica por toda a Europa e América do Norte, onde o disco passou a ser muito requisitado para importação. A gravadora New Renaissance o lançou nos Estados Unidos. O furor provocado pelo Schizophrenia fez com que houvesse um lançamento pirata por uma gravadora europeia, que chegou à marca de 30 mil cópias vendidas, porém, sem render direitos autorais à banda.

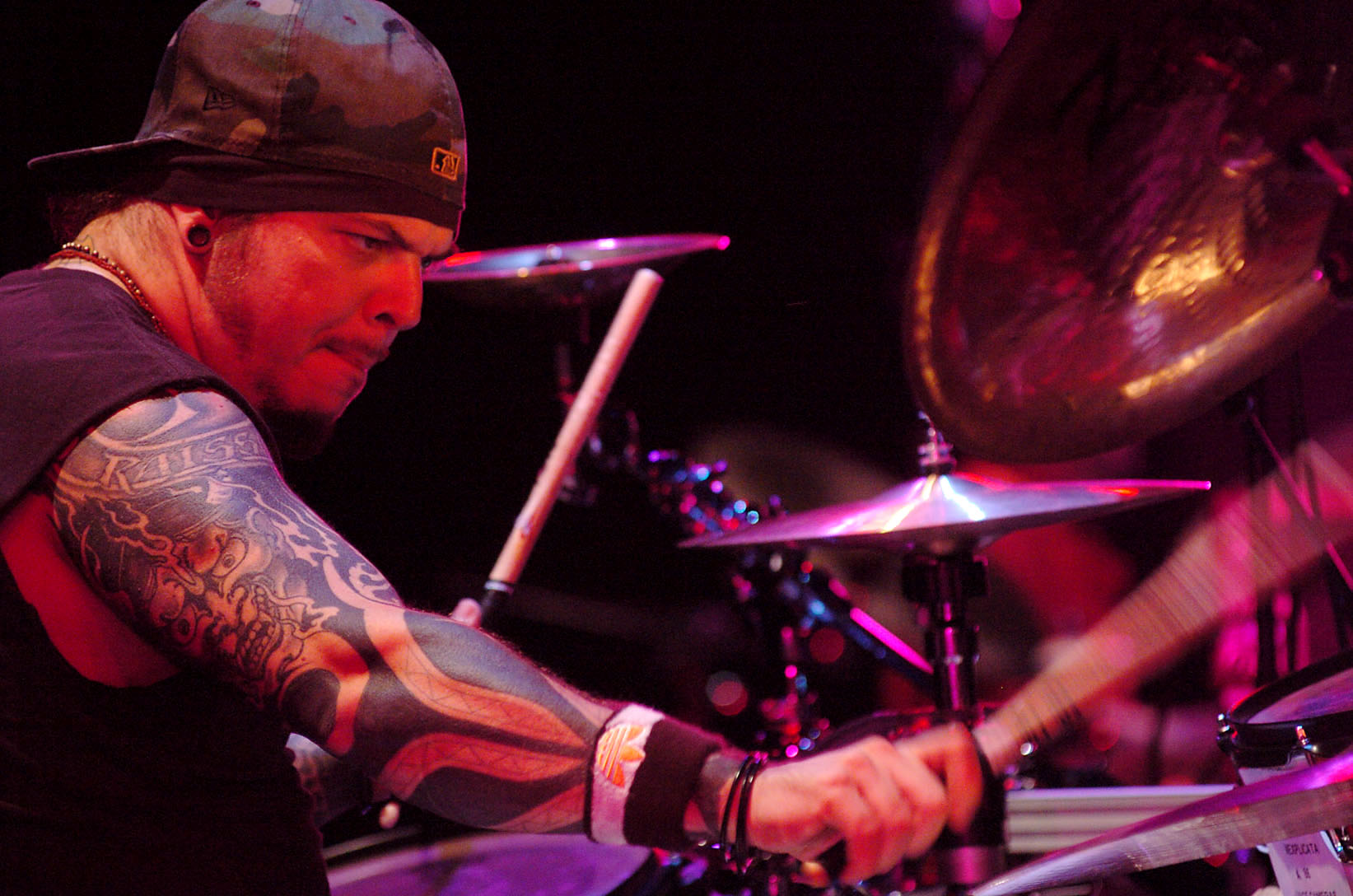
Igor Cavalera, hoje no Cavalera Conspiracy, fundou com o irmão Max o Sepultura

A banda chamou a atenção da Roadrunner Records, que assinou um contrato de sete anos com eles e lançou Schizophrenia internacionalmente, sem sequer tê-los visto pessoalmente.
Com contrato assinado por uma grande gravadora, em 1989 lançaram seu terceiro disco de estúdio, Beneath the Remains,  gravado em nove dias e produzido pelo famoso produtor de metal extremo americano Scott Burns. Apesar da quantia em dinheiro investida na produção não ser tão alta, Beneath the Remains apresentava um som bem mais "limpo" que os anteriores, com aperfeiçoamentos na técnica dos músicos e marcantes solos de guitarra. Este foi o álbum que provou que o Sepultura podia gerar vendas milionárias, e até hoje, vendeu mais de 800.000 cópias mundo afora.
Após o lançamento o disco acabou sendo comparado com Reign in Blood, clássico do Slayer, sendo considerado pela revista Terrorizer como um dos "20 melhores álbuns de thrash metal de todos os tempos", figurando em sua lista dos "40 melhores discos de death metal". O Allmusic deu nota 4.5 de 5 estrelas e disse "A completa ausência de músicas 'descartáveis' aqui  torna este um dos discos mais essenciais de death/thrash metal já lançados".
Pela primeira vez, o Sepultura sai em turnê fora do Brasil, tocando junto dos alemães do Sodom na Áustria, Estados Unidos e México, aumentando sua popularidade. Essa turnê foi marcada pelo atrito constante entre membros das duas bandas.
Em 1990, a banda toca em vários shows, incluindo o Dynamo Open Air Festival, com cerca de 26 mil pagantes, e conhecem Gloria Bujnowski, empresária do Sacred Reich. O grupo decide tê-la também como empresária. Depois das apresentações, o Sepultura entra em estúdio para regravar "Troops of Doom", que a Roadrunner usaria para relançar o álbum Schizophrenia remixado. Ainda no mesmo ano, a Cogumelo relança Bestial Devastation com uma nova versão de "Troops of Doom".
A banda chamou atenção por onde passou e seu nome despontou na mídia mundial. Nesta turnê encontraram uma de suas fontes de inspiração: Lemmy Kilmister e sua banda Motörhead, cruzaram o muro de Berlim ainda na época da Guerra Fria, e até conheceram o Metallica, banda muito forte na época. Foi gravado nesta época o primeiro videoclipe do Sepultura, "Inner Self", que tal qual "Mass Hypnosis" e "Beneath the Remains", tornou-se um clássico da banda.

### Arise(1991-1992)
Em janeiro de 1991, eles tocaram no Rock in Rio II para um público de mais de 100 mil pessoas. A banda, que havia se mudado do Brasil para Phoenix, Arizona (EUA) em 1990, contratou um novo empresário e gravou o álbum Arise nos estúdios Morrisound  em Tampa, Flórida. Ao lançá-lo em 1991, o Sepultura tornou-se uma das bandas de thrash/death metal mais elogiadas pela crítica especializada.
Arise vendeu cerca de 160 mil cópias já nas 8 primeiras semanas. Ao final da turnê de divulgação, o álbum já tinha vendido mais de 1.000.000 de cópias, e ficou na posição 119 no top 200 da Billboard. Como seu antecessor, também foi produzido por Scott Burns. É considerado pela maioria dos fãs de longa data o melhor trabalho do grupo.
No mesmo ano, são lançados alguns singles, como "Arise", "Under Siege (Regnum Irae)" e "Dead Embryonic Cells".
Logo após a apresentação no Rio, houve um show gratuito em São Paulo na praça Charles Miller, em frente ao Estádio do Pacaembu, visto por cerca de 40 mil espectadores. Mas algumas pessoas confundiram o espírito de confraternização dos fãs. Houve muita briga, com esfaqueamentos e, até mesmo, tiros e um rapaz acabou morrendo. A tragédia contribuiu para criar um mito negativo sobre o público da banda e causou danos à sua imagem, fazendo muitos produtores de shows brasileiros temerem contratar shows.
No exterior, por sua vez, a turnê do Arise foi longa e passou por lugares inéditos como Grécia e Japão. Na Austrália foi lançado o primeiro EP oficial da banda, o Third World Posse. Na Holanda, estrearam em um festival internacional de grande repercussão, o "Dynamo Open Air", para mais de 30 mil pessoas. E atraíram mais de 100 mil pessoas nas duas apresentações realizadas em estádios na Indonésia. Lá também foram premiados com fitas cassetes de ouro pelas vendas substanciais.
Gravaram os clipes de "Arise" e "Dead Embryonic Cells", e lançaram seu primeiro home-vídeo, "Under Siege", que foi gravado em Barcelona, Espanha. Com todos estes acontecimentos ligados ao disco Arise, o Sepultura firmou seu nome mundo afora.
Em 1992 o EP Third World Posse é lançado. O mini-álbum tem três músicas ao vivo tiradas do vídeo Under Siege (Live in Barcelona), além de "Drug Me" de Jello Biafra e "Dead Embryonic Cells", do disco Arise. Ainda em 1992, acontece o casamento de Max com a empresária Glória.

### Chaos A.D.e a repercussão no exterior (1993-1995)
A essa altura, o Sepultura já era considerado uma das melhores bandas de thrash metal do mundo. Em 1993, o Sepultura lança o disco Chaos A.D., que já possuía influências tribais, além de elementos de música industrial e  hardcore punk. Ainda assim, percebia-se que a banda ainda se preocupava com a situação geopolítica mundial, pois pérolas como "Refuse/Resist" e "Territory" estão incrustadas neste álbum, além de "Manifest", que denunciava o massacre da penitenciária do Carandiru, onde 111 detentos foram mortos. Mesmo sendo mais cadenciado e diversificado que os antecessores, Chaos A.D. foi um enorme sucesso e até hoje já vendeu mais de 1 milhão de cópias mundo afora, além de levar o Sepultura a um patamar nunca antes alcançado por uma banda brasileira. O êxito comercial e crítico rendeu vários elogios ao LP, com o AllMusic dando ao álbum uma nota  4.5 de 5 estrelas, considerando que "Chaos A.D. figura entre os maiores álbuns de heavy metal de todos os tempos".

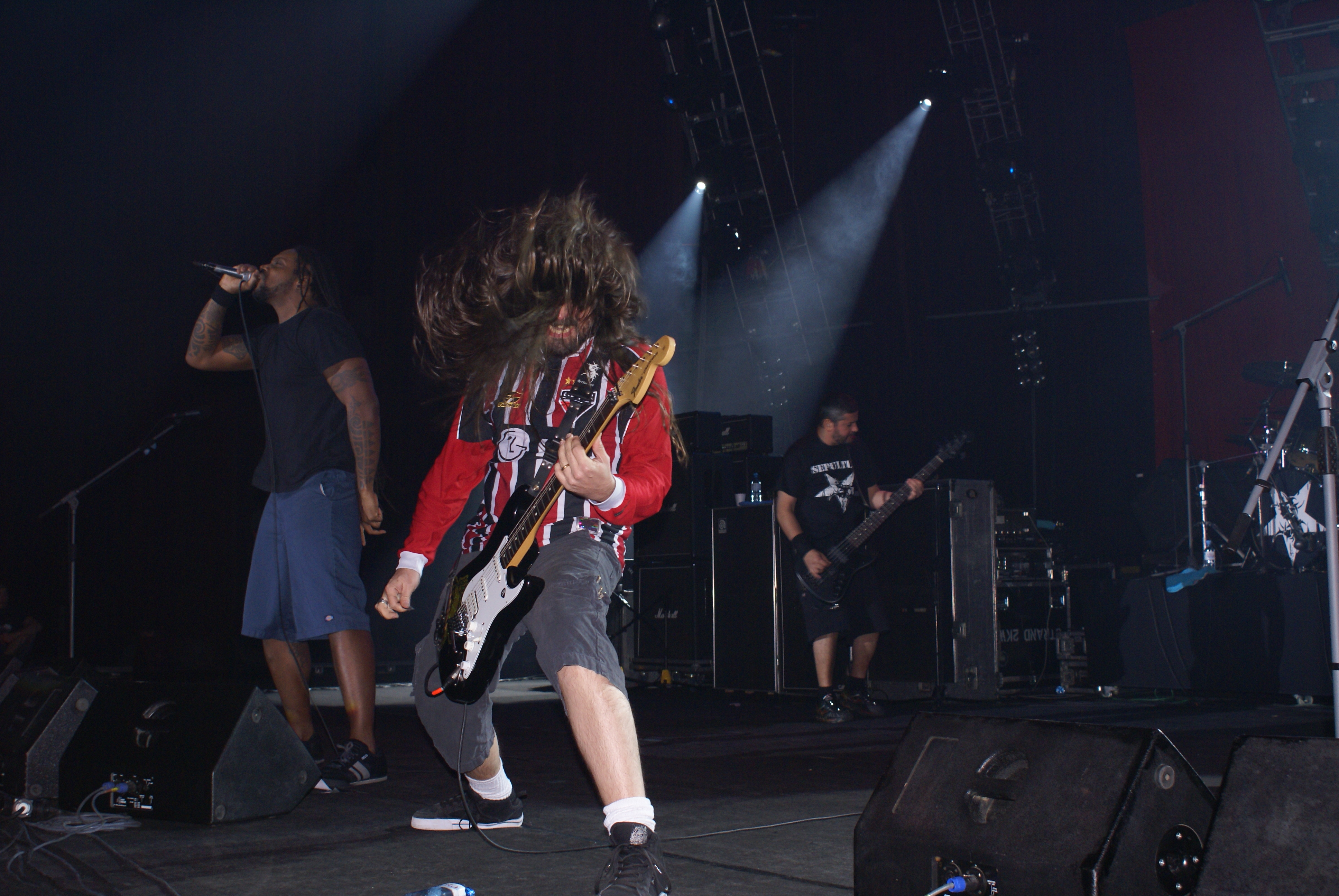
Show do Sepultura no festival Metalmania 2007.

O Sepultura optou por um lado musical nunca antes explorado, misturando seu som brutal com elementos de música popular, e com isto definiram a linha musical de vanguarda que se tornou sua marca registrada. O lançamento de Chaos A.D. aconteceu em um castelo medieval na Inglaterra e com a presença de boa parte da imprensa mundial. Nesta turnê a banda foi até Israel gravar o clipe da música "Territory", também lançada como single. Este vídeo foi eleito o melhor videoclipe do ano pela MTV Brasil, que levou a banda a Los Angeles para receber o astronauta de prata. Outros clipes/singles tirados deste álbum foram "Refuse/Resist" e "Slave New World", e também incluía  um cover da canção "The Hunt", do New Model Army. "Biotech Is Godzilla" foi escrita por Jello Biafra, além de uma faixa especial, onde os integrantes se acabam de rir e gritar, e mais uma versão de "Polícia", dos Titãs, disponível apenas na versão brasileira do álbum. O single "Territory" é lançado nesse mesmo ano. Ainda em 1993 nasce o primeiro filho de Glória e Max, o Zyon.
Nesta turnê o Sepultura foi a primeira banda de metal da América Latina a se apresentar no tradicional festival Monsters of Rock, no Donington Park, Inglaterra, na frente de 50 mil pessoas, quantidade igualitária ao Rock in Rio II, onde o Sepultura também foi atração. E também a primeira banda do Brasil a tocar na Rússia. De volta ao Brasil, a banda foi convidada a tocar no festival Hollywood Rock só após um abaixo-assinado feito pelo fã clube oficial brasileiro. Isso devido ao boicote por parte dos organizadores do evento, amedrontados com o incidente em São Paulo anos atrás. Em 1994, o EP Refuse/Resist é lançado. O álbum é uma espécie de coletânea com músicas ao vivo, de estúdio, "Drug Me" (de Jello Biafra) e ainda uma música de nome "Inhuman Nature", da banda Final Conflict. O single "Slave New World" é lançado.
Em 1994, Andreas se casa com Patrícia, e a banda começa a compor material para novo álbum e single. No ano seguinte, o segundo vídeo do Sepultura, o Third World Chaos é lançado, contendo alguns clipes da banda, trechos de entrevistas com a MTV brasileira, americana, europeia e japonesa. O vídeo contém um trecho de entrevista em que o entrevistador é Bruce Dickinson, quando ele tinha o seu programa de entrevistas na rede inglesa de televisão. Ainda em 1995, nasce Giulia Kisser, a primeira filha de Patrícia e Andreas; Igor se casa com Monika, e Igor Amadeus, segundo filho de Glória e Max, nasce.

### O álbumRoots(1996)
Em 1996, o compacto Roots Bloody Roots é lançado, contendo quatro faixas, "Roots Bloody Roots", "Procreation of the Wicked" (um cover da banda black metal Celtic Frost), "Refuse/Resist" e "Territory" (ambas gravadas ao vivo em Minneapolis, Estados Unidos). Outros singles foram lançados, "Ratamahatta" e "Attitude". Mais tarde, no mesmo ano, sai Roots, um dos álbuns mais aguardados do ano. O disco mostrou um lado mais experimental da banda, com uma participação de Carlinhos Brown na canção Ratamahatta, e presença ao longo do disco de percussão, berimbau e várias batidas tribais. O disco contém ainda duas músicas gravadas conjuntamente com os índios xavantes, Jasco e Itsari, no Mato Grosso. A música "Itsari" foi gravada na Aldeia Pimentel Barbosa no ano de 1995, às margens do Rio das Mortes no estado de Mato Grosso. Já o restante do álbum foram feitas em Malibu no estúdio Índigo Ranch, dotado de instrumentos de idade avançada, e fazendo da gravação a mais crua possível. Os clipes/singles foram "Roots Bloody Roots" gravado na cidade de Salvador, "Attitude" que teve fotos de tatuagens de fanáticos pelo Sepultura como capa, e contou com a participação especial da família Gracie no videoclipe. "Ratamahatta" foi um clipe diferente de todos os anteriores do Sepultura, feito todo em animação gráfica computadorizada. 

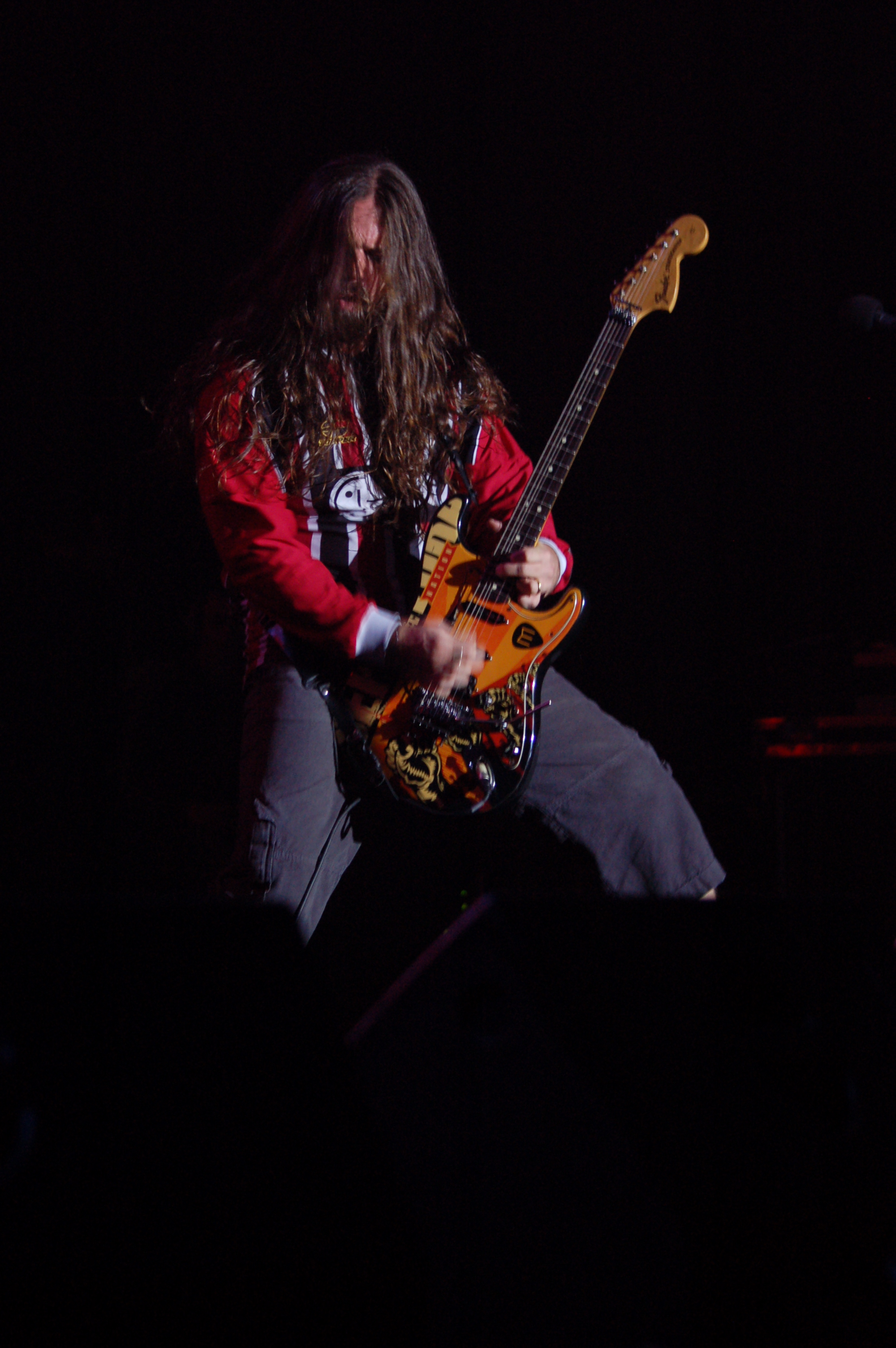
Andreas Kisser durante o festival Metalmania (2007).

A versão brasileira contém também covers de "Procreation of the Wicked"  do Celtic Frost e "Symptom of the Universe" do Black Sabbath, além de "Lookaway", escrita por Jonathan Davis da banda Korn.
Em meados de 1996, a banda fica sabendo do assassinato de Dana Wells, filho de Gloria Cavalera. Max e Gloria vão para os Estados Unidos e o Sepultura toca em trio no Donnington 1996, com Andreas nos vocais. O grupo termina a turnê tocando no Ozzfest, após cancelar três semanas de shows dos Estados Unidos. De acordo com a seleção de Spence D. e Ed Thompson do site IGN Music, o disco Roots está na posição 23 dos 25 discos considerados os mais influentes do heavy metal, mostrando o impacto que causou na cena do groove metal e nu metal. A banda tornou-se ainda mais famosa com este lançamento, ficando como um dos maiores grupos de metal do mundo na época. O site AllMusic novamente deu uma nota 4.5 de 5 estrelas, dizendo que "Roots consolida a posição do Sepultura como sendo uma das mais distintas e originais bandas de heavy metal dos anos 90". Ainda foi lançado o disco duplo The Roots of Sepultura, no qual um dos discos conta boa parte da história musical da banda, e o segundo é o álbum Roots.

### Saída de Max Cavalera
Em dezembro de 1996, chega a notícia que mudaria completamente o rumo da banda: Max Cavalera deixaria a banda. Aconteceu quando os outros três integrantes, em reunião, decidem demitir Gloria Cavalera do posto de empresária, alegando que esta dava apenas espaço para seu marido, Max. Ao contrário de antigamente: quando o Sepultura aparecia, todos os quatro integrantes estavam na foto, e não apenas Max. Com a saída de Gloria, Max se sente traído e resolve buscar outro rumo em sua carreira.
A discussão é imensa. Andreas, Igor e Paulo tinham a convicção de que a empresária já não os estava mais representando e comunicaram sua decisão de não renovar seu contrato de trabalho. Havia a opção de ela continuar a cuidar dos interesses de Max. Ele não aceitou a decisão dos companheiros e abandonou o Sepultura, sentindo-se injustiçado. A partir de então, as incertezas caíram sobre o Sepultura e o futuro era incerto.
Com o tempo, a banda acostumou-se à nova situação imposta, concluindo que não poderia interromper o trabalho de uma vida toda dessa forma. E assim que puderam começaram a compor seu próximo álbum, como um trio. Max formou sua própria banda, Soulfly.
"Durante este um ano e meio, pensamos em tudo", diz Andreas. "De fato, pensamos em dizer que se foda a todo mundo, se foda a música, se fodam as bandas, a porra toda". Mas não tomamos nenhuma decisão durante o período mais turbulento, porque essas decisões geralmente se mostram erradas mais tarde. Fizemos as coisas calmamente e levamos o tempo necessário para pensar a respeito da situação toda".
Ainda nesse ano, nasce o primeiro filho de Igor e Monika, Christian.
Em 1997, sai outra coletânea, Blood-Rooted. A Roadrunner lança também uma coleção de músicas do Sepultura, com versões alternativas e demos, o B-Sides, além de relançar todos os discos do Sepultura até Arise, com os nomes de Gold CD re-issue, remasterizados e com faixas bônus. Sai ainda o vídeo We Who Are Not as Others.

### Nova formação (1997-2005)
Igor, Paulo e Andreas passaram a escrever de uma nova forma. Agora o baixo ganhou uma importância ainda maior, como base das músicas. Andreas assumiu os vocais, mas nunca havia cantado antes e não se sentiu à vontade no posto. Decidiram encontrar um novo vocalista para o Sepultura. As fitas de demonstração chegaram em grande quantidade aos escritórios da Roadrunner, e fizeram assim um processo de seleção. Um pequeno grupo de finalistas foi selecionado, e os candidatos receberam uma fita com músicas nas quais deveriam trabalhar, inclusive escrevendo letras, antes de encontrarem a banda para os testes.
Em uma entrevista dada em 2014 ao site DeadRhetoric.com, Andreas Kisser contou um pouco sobre como foram essas audições:

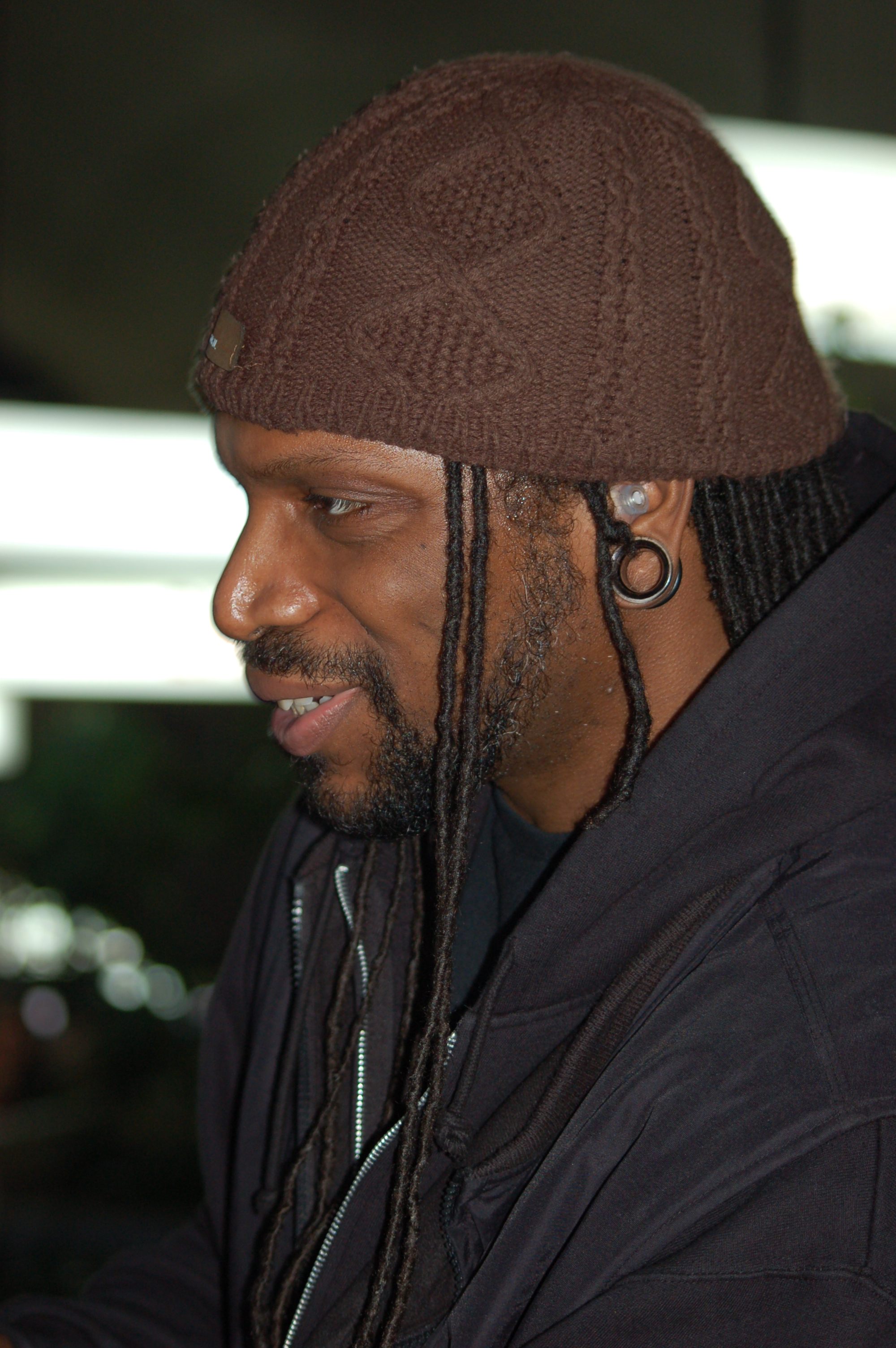
Derrick Green no Metalmania (2007).

 Os testes finais aconteceram no Brasil, também foi levado em conta a integração e a afeição entre o grupo. Desde o começo da procura, a voz e a aparência de Derrick Green impressionou. Quando ele esteve no Brasil para os testes sentiu-se em casa, virou palmeirense, e se entendeu extremamente bem com a banda. A maior parte das músicas já estava pronta, esperando a gravação dos vocais, e a banda estava sob pressão para lançar o disco.
Então, em 1998, o Sepultura volta com um novo single, "Against", do álbum de mesmo nome Against, mostrando todo o poder do novo vocalista Derrick Leon Green, apelidado de Predador. O single foi produzido por Howard Benson e mixado por Bill Kennedy. "Não sabíamos nem se devíamos usar o nome Sepultura", diz Igor Cavalera a respeito da evolução da banda. "Decidimos que escreveríamos algumas músicas primeiro, e se não soasse como Sepultura, então pararíamos de usar o nome na mesma hora. Mas logo que tínhamos as músicas, vimos que tínhamos razão para manter o nome. E quanto mais tocamos, mais confortáveis nos sentimos. O único apoio que tivemos durante todo o tempo foi tocar música. Várias pessoas pensavam que o Sepultura era apenas Max, e que nós éramos apenas músicos por detrás dele", diz Andreas. "Mas o Sepultura sempre foi todo mundo junto, e com a contribuição de todos para as ideias. Temos a mesma atitude, a mesma música, a mesma mensagem. A única coisa diferente é que Derrick está aqui, agora."
Em maio, o Sepultura viajava para o Japão para gravar, junto com a banda de percussão japonesa Kodō, a música "Kamaitachi", uma das faixas do novo álbum. Já em abril, começa a gravação das músicas restantes, já com a participação de Derrick. Em agosto, o Sepultura toca no show Barulho Contra a Fome, que serviu para angariar fundos e comida para os pobres, e o segundo single da banda, "Choke", é agendado para ser lançado em novembro.
Sobrevivendo ao período mais difícil de suas carreiras, o Sepultura retoma suas atividades e volta com seu novo álbum, Nation, que obteve baixa vendagem mas não desanimou os integrantes. "É uma boa hora para voltar à ideia do que o Sepultura é!", conclui Igor. "Não é apenas eu, ou Andreas, ou Paulo, ou o Derrick, é a química de quatro pessoas tocando juntas."
Em 2001, o Sepultura faz uma participação na faixa "Ninguém Regula A América", presente no álbum Instinto Coletivo, da banda O Rappa.
Em 2003 o grupo lançou o disco Roorback, dando sequência ao som groove/alternativo, que incluía um cover de "Bullet the Blue Sky" da banda U2. Roorback recebeu análises melhores que os anteriores, mas as vendas ainda continuaram baixas. No fim de 2005 gravaram um CD e DVD duplo chamado Live in São Paulo, o primeiro disco ao vivo oficial deles.

### Dante XXI(2006-2007)
O décimo álbum de estúdio do Sepultura, Dante XXI, foi lançado em 2006, baseado no livro "A Divina Comédia" de Dante Alighieri. A odisseia pelo inferno, purgatório e paraíso, à qual se lançou a personagem Dante narrada no livro é refeita musicalmente pelo som pesado da banda, sendo lançado pela gravadora SPV Records. Dentro da discografia da banda, Dante XXI figura como seu terceiro álbum temático. Eles já haviam feito algo do gênero em Roots de 1996, inspirados pela cultura brasileira e africana, e depois em Nation de 2001, em que flertavam com uma nação utópica. Para o guitarrista Andreas Kisser, a escolha de um caminho para o disco acaba sendo necessária. "Você chega a um ponto de escrever por escrever, fica sem sentido", diz.

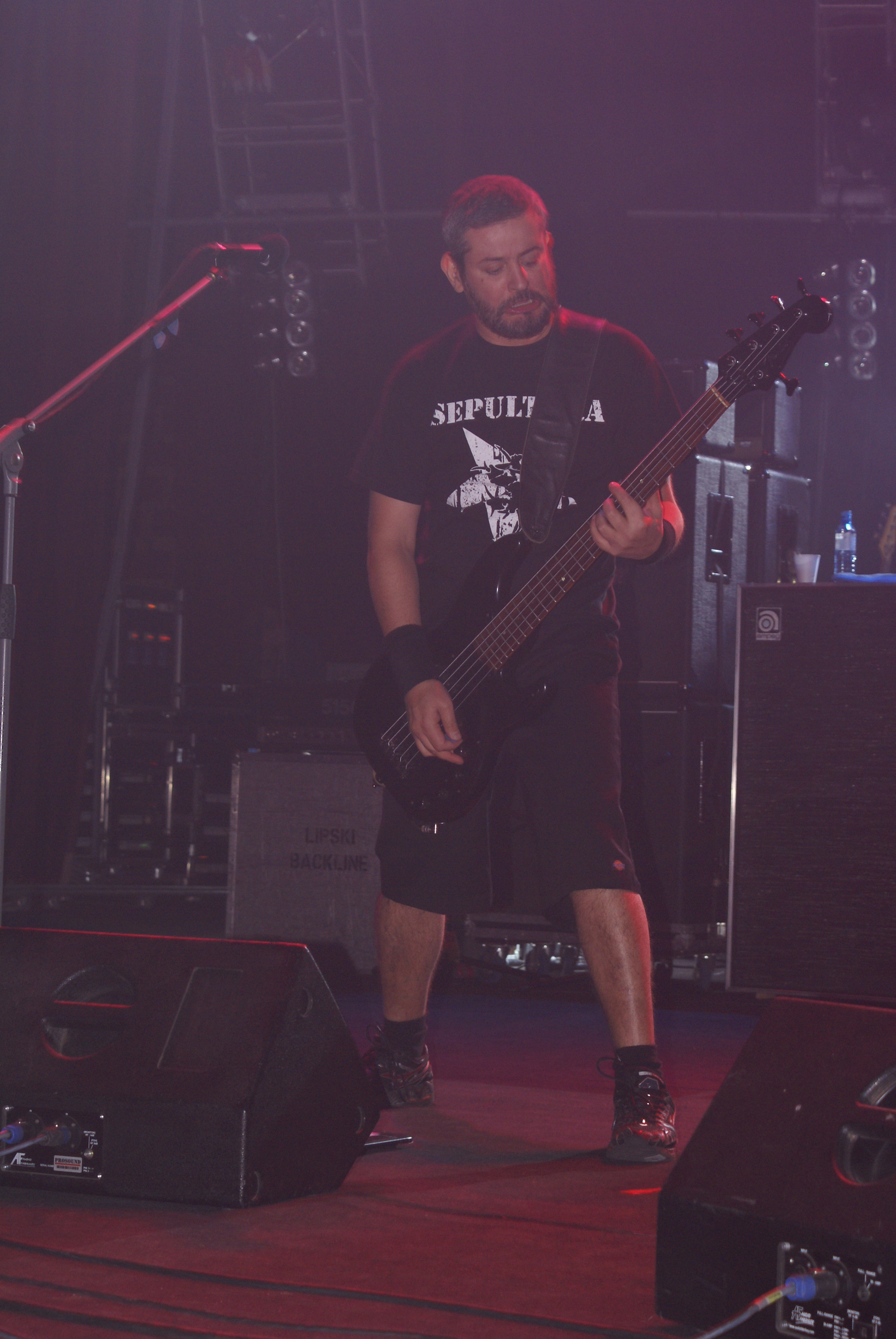
Paulo Jr. durante o festival Metalmania (2007).

A solução do tema partiu do vocalista Derrick Green, que puxou pela memória o estudo de "A Divina Comédia" nos tempos do colégio. Ideia acatada, todos se voltaram à obra, principalmente Kisser, que se aprofundou no assunto. Envolvidos em trilhas para cinema há tempos, tanto Kisser quanto o restante do Sepultura transferiram um pouco dessa experiência para o novo trabalho. "A ideia era fazer a trilha para o livro", conceitua o baixista Paulo Jr.. Chamaram André Moraes, no qual já era recorrente nessas trilhas, para se encarregar da orquestração do álbum, cuidando dos arranjos mais elaborados, que requereram instrumentos nada usuais na sonoridade crua da banda, como celo e piano, estes utilizados para dar diferenciação às passagens do purgatório e do paraíso. "A sonoridade da parte do Inferno foi mais familiar, usamos elementos da banda, como bateria, baixo, guitarra", explica Kisser.
O baterista Igor Cavalera aparece nos créditos, mas decidiu abandonar a banda antes do início da turnê, sendo substituído temporariamente por Roy Mayorga. Em seu lugar, entrou Jean Dolabella. Segundo Kisser, a saída de Igor não foi tão traumática quanto a de Max, porque ele já vinha dividindo com os demais seu desejo de sair do Sepultura. "A gente estava esperando isso acontecer. Ele não estava demonstrando interesse em se dedicar à turnê", completa Xisto.
Com esse álbum a banda fez uma turnê mundial por onde tocou pela primeira vez na Índia. Esta turnê da banda, feita para a divulgação do álbum Dante XXI, passou por diversos países na Europa, América do Norte e América Latina, totalizando mais de 100 shows. Em 2007 o grupo foi atração em alguns festivais no Brasil, como Abril Pro Rock, em Recife, e Porão do Rock, em Brasília. Com Dante XXI, a banda conseguiu um disco de ouro no Chipre.

### A-LexeKairos(2008-2012)
A banda foi um dos convidados de destaque do Grammy Latino de 2008 em 13 de novembro. Eles cantaram um cover de "Garota de Ipanema" e uma nova canção chamada "We've Lost You".
Andreas disse em 2007 que a banda já estava planejando um novo álbum de estúdio para ser lançado em 2009, sendo o primeiro sem Igor Cavalera. Como afirmou na sua página no MySpace, este seria um outro álbum conceitual, intitulado A-Lex, baseado na obra "A Laranja Mecânica". O álbum foi gravado nos Estúdios Trama em São Paulo, com o produtor Stanley Soares, e lançado no início de 2009. Foi o primeiro disco sem algum dos irmãos Cavalera.
Em janeiro 2010 a banda deu suporte ao Metallica em um show no estádio do Morumbi, na capital paulista, para um público de 100 000 pessoas. Em abril do mesmo ano tocaram no Kucukciftlik Park, em Istambul, e em agosto visitaram o Reino Unido para tocar no Heavy Music Festival, próximo a Folkestone.
Kairos, lançado em 2011, é o 12.º álbum do Sepultura. O álbum foi distribuído pela Nuclear Blast e produzido pelo guitarrista Roy Z, considerado um dos melhores produtores de metal da atualidade. Kairos possui um som mais pesado e cru que seus antecessores e foi muito bem recebido pela crítica especializada, sendo aclamado por alguns como álbum que colocou o Sepultura "no eixo". Chegou a ficar no top 100 de alguns países europeus e asiáticos, e vendeu mais de 2 600 cópias nos EUA nas primeiras semanas de lançamento. O grupo francês Les Tambours du Bronx participou do álbum, na faixa "Structure Violence (Azzes)". O álbum também conta com covers de Just One Fix, da banda de Metal industrial Ministry, e Firestarter, do The Prodigy como faixa bônus.
No dia 16 de abril de 2011, a banda fez uma apresentação na Estação da Luz de seus clássicos, acompanhada da Orquestra Experimental de Repertório (arranjos criados por Alexey Kurkdjian e conduzidos pelo maestro Jamil Maluf), em uma iniciativa de apoio à preservação do Pau Brasil. Esta apresentação irá virar um CD e DVD.
Ainda em 2011, o baterista Jean Dolabella deixa a banda, alegando procurar rumos diferentes em sua carreira, sendo substituído pelo baterista prodígio Eloy Casagrande, que ingressou na banda aos 21 anos, idade em que Igor Cavalera gravara Arise. Com Eloy, a banda terminou a turnê de divulgação de Kairos.

### 2013 - 2019
Na edição 2013 do Rock in Rio, o Sepultura tocou 2 vezes. Uma no dia 19 de setembro de 2013, no Palco Mundo, ao lado do Les Tambours du Bronx. A segunda apresentação foi no dia 22 de setembro de 2013. Desta vez no palco Sunset, a banda tocou ao lado do cantor Zé Ramalho, no espetáculo que foi chamado de "Zépultura". O show foi bastante elogiado pela crítica, e agradou ao público presente. Vale lembrar que essa parceria já havia acontecido anteriormente, quando eles gravaram juntos a canção "A Dança das Borboletas" que fez parte da trilha sonora do filme Lisbela e o Prisioneiro (2003).
A banda parte para Los Angeles e inicia as gravações do seu 13.º álbum de estúdio, no estúdio caseiro do produtor Ross Robinson (também responsável por Roots). The Mediator Between Head and Hands Must Be the Heart foi lançado em 25 de outubro de 2013, e conta com uma sonoridade ainda mais extrema, em certos pontos lembrando bandas de death metal como Morbid Angel e Behemoth. As letras de Kisser e Green para o disco são pontuadas pela crítica à ordem mundial, já vista no título tirada de uma frase de Metrópolis (1928). As faixas incluem covers de Nação Zumbi em "Da Lama ao Caos", cantada por Kisser e Death em "Zombie Ritual", além de uma participação de Dave Lombardo, ex-baterista do Slayer, em "Obsessed" e a sobra de estúdio "Stagnate State of Affairs". "The Age Of The Atheist" foi a faixa escolhida para primeiro single, e a banda ainda gravou um videoclipe para a música "The Vatican".
Em outubro de 2014 eles voltaram a apresentar-se na Nova Zelândia e Austrália, locais onde já não tocavam há mais de dez anos. No final de 2016, a banda anunciou uma turnê de quatros shows ao lado do músico Lobão, intitulada A Chamada.
No dia 9 de maio de 2015, a banda tocou na primeira edição do Rock In Rio USA, em Las Vegas. O show fez parte da turnê de comemoração aos 30 anos da banda, e contou com a participação especial do guitarrista virtuoso Steve Vai. Juntos, eles tocaram, nesta ordem: "Bad Horsie", "Kaiowas", e "Roots Bloody Roots".
Em 2017 lançaram seu 14.º álbum de estúdio, Machine Messiah, o qual foi lançado em 3 de janeiro de 2017, através da gravadora Nuclear Blast. É o segundo álbum com o baterista Eloy Casagrande. Foi eleito o 18º melhor disco brasileiro de 2017 pela revista Rolling Stone Brasil.
Na edição 2019 do Rock in Rio o Sepultura abre o palco mundo na noite do metal, ao lado de Helloween, Scorpions e Iron Maiden

### Retorno as paradas (2020 - atualmente)
Em 2020 o Sepultura lança seu 15.º álbum de estúdio Quadra através da gravadora Nuclear Blast. Assim como em seu álbum anterior Machine Messiah, a banda foi à Suécia para gravar com o produtor Jens Bogren.
É o álbum mais bem sucedido da banda desde Against de 1998, entrando nas paradas musicais em 17 países, e no top 20 em 7 países. É também o álbum mais bem sucedido da história da banda na Alemanha e Suíça, ultrapassando a posição de Roots, atingindo a posição número 5 e número 13, respectivamente.
Dom Lawson do site Blabbermouth escreveu que Quadra "mostra plenamente e com muito barulho o som de uma banda no auge do seu poder, tanto em termos de criatividade, quanto musicalidade", e chama o álbum de "um de seus melhores registros"
O website Collector's Room incluiu Quadra nos Top 50 melhores álbuns brasileiros de metal de todos os tempos.
Em dezembro de 2023, a banda fechou o ano com uma série de shows pela Austrália. O último show aconteceu em 4 de dezembro, no The Princess Theatre, em Brisbane. Também em dezembro anunciou sua turnê de despedida: "Celebrating Life Through Death".
Dois meses depois, em fevereiro de 2024, Eloy Casagrande comunicou sua saída da banda para se juntar ao Slipknot, pegando o grupo "de surpresa", que na sequência anunciou Greyson Nekrutman na bateria.

## Legado
Os álbuns do Sepultura exerceram grande influência em vários grupos posteriores, especialmente com os discos Chaos A.D. e Roots, que sintetizavam o thrash metal com ritmos tribais e que serviram de referência para bandas de metal alternativo como Slipknot, Godsmack e System of a Down. Além disso, dentre os conjuntos que já regravaram algumas de suas canções encontram-se Napalm Death, Aborted, God Forbid, Apocalyptica, Kalmah, Children of Bodom, Trivium, Havok, Dimension Zero, Ratos de Porão, Krisiun, Hatebreed, e entre outros. Por sua vez, os integrantes do Radiohead declararam estar influenciados pelo som do grupo: "Vimos o Sepultura há alguns anos em um festival holandês e nos encantaram com sua música sombria brasileira com um pouco de voodoo. Tocavam com instrumentos das florestas tropicais a base de palmeiras e plantas. Era bastante perturbador".
De acordo com a RIAA, o Sepultura já conseguiu dois discos de ouro nos Estados Unidos, e outros dois no Reino Unido segundo a BPI. No decorrer de sua carreira, já venderam mais de vinte milhões de cópias de álbuns mundialmente. Abaixo seguem algumas listas em que os discos do Sepultura já apareceram:
| Álbum               | Lista                                         | Ano  | Site         |
| ------------------- | --------------------------------------------- | ---- | ------------ |
| Beneath the Remains | "10 Greatest Thrash Metal Albums Of All Time" | 2013 | Whatculture  |
| Beneath the Remains | "Essential Thrash Metal Albums"               | 2015 | About.com    |
| Beneath the Remains | "10 Essential Thrash Metal Albums"            | 2012 | Treblezine   |
| Arise               | "The 25 Best Thrash Metal Albums of All Time" | 2014 | Metaldescent |
| Arise               | Top Metal Albums: 1990-2000                   | 2013 | Metal-rules  |
| Arise               | Best Heavy Metal Albums Of The 1990s          | 2015 | About.com    |
| Chaos A.D.          | Top Metal Albums: 1990-2000                   | 2013 | Metal-rules  |
| Chaos A.D.          | Best Heavy Metal Albums Of The 1990s          | 2015 | About.com    |
| Roots               | Top 11 Metal Albums of the 1990s              | 2015 | Loudwire.com |

Além disso, o Sepultura figura na lista das "10 melhores bandas de thrash metal" do site Westword.com. O Sepultura foi a primeira banda de heavy metal estrangeira a se apresentar em Cuba.

## Integrantes

### Atuais
- Paulo Jr. - baixo (1984 - atualmente)
- Andreas Kisser - guitarras e vocais de apoio (1987 - atualmente)
- Derrick Green - vocais e percussão (1997 - atualmente)
- Greyson Nekrutman - bateria (2024 - atualmente)

### Antigos
- Max Cavalera - guitarra (1984 -1997), vocal (1985 - 1997)
- Igor Cavalera - bateria (1984 - 2006)
- Wagner Lamounier - vocal (1984 - 1985)
- Jairo Guedez - guitarra (1985 - 1986)
- Jean Dolabella - bateria (2006 - 2011)
- Eloy Casagrande - bateria (2011 - 2024)

## Discografia
| Álbuns de estúdio - Morbid Visions (1986) - Schizophrenia (1987) - Beneath the Remains (1989) - Arise (1991) - Chaos A.D. (1993) - Roots (1996) - Against (1998) - Nation (2001) - Roorback (2003) - Dante XXI (2006) - A-Lex (2009) - Kairos (2011) - The Mediator Between Head and Hands Must Be the Heart (2013) - Machine Messiah (2017) - Quadra (2020) | EP - Bestial Devastation (LP colaborativo com Overdose, 1985) - Third World Posse (lançado apenas na Austrália, 1992) - Refuse/Resist (1994) - Revolusongs (2002) - Under My Skin (2015) Álbuns ao vivo - Under a Pale Grey Sky (2002) - Live in São Paulo (2005) - Metal Veins - Alive in Rock in Rio (2014) Coletâneas - The Roots of Sepultura (duplo, CD 1: 'Roots' / CD 2: Faixas raras, 1996) - Blood-Rooted (1997) - B-Sides (1997) - The Best of Sepultura (2006) |

## Prêmios e nomeações
MTV Video Music Awards
| Ano  | Trabalho nomeado    | Categoria                     | Resultado | Ref.   |
| ---- | ------------------- | ----------------------------- | --------- | ------ |
| 1991 | Orgasmatron         | International Viewer's Choice | Ganhador  | [ 67 ] |
| 1992 | Desperate Cry       | International Viewer's Choice | Nomeado   | [ 68 ] |
| 1994 | Territory           | International Viewer's Choice | Ganhador  | [ 69 ] |
| 1996 | Roots Bloody Roots  | International Viewer's Choice | Nomeado   | [ 70 ] |
| 1997 | Ratamahatta         | International Viewer's Choice | Nomeado   | [ 71 ] |
| 2003 | Bullet the Blue Sky | International Viewer's Choice | Nomeado   | [ 72 ] |

MTV Video Music Brasil
| Ano  | Trabalho nomeado    | Categoria              | Resultado | Ref.   |
| ---- | ------------------- | ---------------------- | --------- | ------ |
| 1996 | Roots Bloody Roots  | Melhor vídeo de rock   | Nomeado   | [ 70 ] |
| 1997 | Ratamahatta         | Melhor vídeo de rock   | Ganhador  | [ 73 ] |
| 2003 | Bullet the Blue Sky | Melhor vídeo de rock   | Nomeado   | [ 72 ] |
| 2003 | Bullet the Blue Sky | Melhor edição          | Nomeado   | [ 72 ] |
| 2003 | Bullet the Blue Sky | Melhor fotografia      | Ganhador  | [ 72 ] |
| 2003 | Sepultura.com       | Melhor website         | Nomeado   | [ 72 ] |
| 2004 | Mindwar             | Melhor vídeo de rock   | Nomeado   | [ 74 ] |
| 2004 | Mindwar             | Melhor edição          | Nomeado   | [ 74 ] |
| 2004 | Mindwar             | Melhor fotografia      | Nomeado   | [ 74 ] |
| 2006 | Convicted in Life   | Melhor direção         | Ganhador  | [ 75 ] |
| 2006 | Convicted in Life   | Melhor direção de arte | Nomeado   | [ 76 ] |
| 2006 | Convicted in Life   | Melhor edição          | Ganhador  | [ 75 ] |
| 2006 | Convicted in Life   | Melhor fotografia      | Nomeado   | [ 76 ] |

## Parcerias
- A banda Overdose, que dividiu com o Sepultura um LP, no seu primeiro lançamento, Bestial Devastation.
- Kelly Shaefer, da banda Atheist, John Tardy, da banda Obituary, Scott Latour e Francis Howard, da banda Incubus, fazem backing vocal na música Stronger Than Hate, do álbum Beneath the Remains. Kelly Shaefer também escreveu a letra dessa música.
- A banda Titãs, na música Polícia, ao vivo no Hollywood Rock em 1994.
- Mike Patton, vocalista da banda Faith No More, e Jonathan Davis, vocalista do Korn, na música Lookaway, do álbum Roots.
- Carlinhos Brown, com vocal e percussão em diversas músicas do álbum Roots.
- A tribo dos índios Xavantes, nas músicas Jasco e Itsári, do álbum Roots.
- Jason Newsted, ex-baixista do Metallica, com letra e música em Hatred Aside, do álbum Against.
- João Gordo, vocalista do Ratos de Porão, na música Reza, do álbum Against.
- Dr.Israel na música "Tribe to a Nation", do álbum Nation.
- Jello Biafra, ex-vocalista do Dead Kennedys, na música Politricks, do álbum Nation.
- Jamey Jasta, vocalista do Hatebreed, na música Human Cause, do álbum Nation.
- O rapper Sabotage na música Black Steel in the Hour of Chaos (cover do Public Enemy), no EP Revolusongs.
- Jairo Guedez, ex-guitarrista da banda, nas músicas Troops of Doom e Necromancer, do CD/DVD ao vivo Live in São Paulo.
- Alex Camargo, vocalista do Krisiun, na música Necromancer, do CD/DVD Live in São Paulo.
- O rapper BNegão, na música Black Steel in the Hour of Chaos (cover do Public Enemy), do CD/DVD Live in São Paulo.
- O Rappa, na música Ninguém Regula a América do disco Instinto Coletivo da mesma banda.
- O cantor Zé Ramalho, na música A Dança das Borboletas, para a trilha sonora do filme Lisbela e o Prisioneiro. Também foi relacionada para este filme a música O Matador, ambas as canções são inéditas.
- David Silveria, baterista da banda Korn na música Ratamahatta.
- O grupo francês Les Tambours du Bronx, na faixa Structure Violence (Azzes), do álbum Kairos.
- Dave Lombardo, ex-baterista do Slayer, na música "Obsessed", do álbum The Mediator Between Head And Hands Must Be The Heart.
- A banda Fall out boy fez um cover da música Roots bloody roots em seu show no Brasil em 21 de maio de 2014.
- O diretor de cinema José Mojica Marins na música Prenúncio, do álbum Against.